# Uperoleia borealis
Uperoleia borealis (tên tiếng Anh: Northern Toadlet) là một loài ếch thuộc họ Myobatrachidae.
Đây là loài đặc hữu của Úc.
Môi trường sống tự nhiên của chúng là vùng cây bụi khô khu vực nhiệt đới hoặc cận nhiệt đới, đồng cỏ nhiệt đới hoặc cận nhiệt đới vùng ngập nước hoặc lụt theo mùa, sông có nước theo mùa, và đầm nước ngọt có nước theo mùa.